# Ingrida Šimonytė
Ingrida Šimonytė (n.  ?) este o politiciană, funcționară publică și economistă lituaniană, care a fost prim-ministru al Lituaniei între 2020 și 2024. Ea este membră a Seimasului pentru circumscripția Antakalnis din 2016 și a fost ministru al finanțelor în al doilea cabinet condus de Andrius Kubilius⁠(d), între 2009 și 2012. Šimonytė a fost candidată la alegerile prezidențiale din 2019 și 2024, însă a pierdut de fiecare dată în turul al doilea în fața lui Gitanas Nausėda. Din 2022 este membră a partidului Uniunii Patriei, fiind anterior politiciană independentă.
Născută la Vilnius, Šimonytė a absolvit Universitatea din Vilnius cu o diplomă în afaceri în 1996, obținând ulterior un master în 1998. Și-a început cariera ca economistă și funcționară publică, lucrând ca șefă a diviziei de impozite din cadrul Ministerului Finanțelor până în 2004. A rămas în această divizie până la numirea sa în funcția de ministru al finanțelor în 2009, având sarcina de a stimula economia Lituaniei în urma Marii Recesiuni. Și-a dat demisia în 2012 și a fost numită vicepreședintă a Consiliului de administrație al Băncii Lituaniei, președintă a Consiliului Universității din Vilnius, profesoară de economie la Institutul de Relații Internaționale și Științe Politice al Universității din Vilnius, precum și profesoară de finanțe publice la Universitatea de Management și Economie ISM.
Šimonytė a revenit în politică în 2016, când a candidat ca independentă la alegerile parlamentare pentru circumscripția Antakalnis din Vilnius, câștigând în final un loc în parlament. În 2018, Šimonytė și-a anunțat candidatura la alegerile prezidențiale din 2019, obținând nominalizarea Uniunii Patriei. A câștigat la limită primul tur al alegerilor, pe 12 mai 2019, înainte de a pierde în turul al doilea, pe 26 mai, cu un deficit de 33 de puncte procentuale față de candidatul independent Gitanas Nausėda.
A fost realeasă în Parlament la alegerile legislative din 2020, în care Uniunea Patriei a obținut cel mai mare număr de mandate. După validarea rezultatelor, Šimonytė a fost propusă ca prim-ministru de o coaliție formată din Uniunea Patriei, Mișcarea Liberală și Partidul Libertății; ea a preluat funcția la 11 decembrie, împreună cu cabinetul său. În octombrie 2023, Šimonytė a anunțat că va candida din nou la alegerile prezidențiale din 2024. A ajuns în turul al doilea, dar a pierdut din nou în fața lui Nausėda, obținând 24% din voturi față de 76% pentru acesta. Ea a părăsit funcția de prim-ministru după ce partidul său a pierdut în fața Partidului Social Democrat din Lituania la alegerile parlamentare din octombrie 2024.

## Biografie
Šimonytė s-a născut la 15 noiembrie 1974, în Vilnius, având un tată care lucra ca inginer constructor și o mamă, Danutė Šimonienė, economistă. În 1984, s-a mutat împreună cu părinții în cartierul Antakalnis din Vilnius, unde și-a petrecut cea mai mare parte a copilăriei și anilor formativi. În 1992, Šimonytė a absolvit Gimnaziul Žirmūnai din Vilnius, unde a fost remarcată și premiată pentru rezultatele sale academice la matematică.
După absolvire, s-a înscris la Facultatea de Economie a Universității din Vilnius, obținând în 1996 o diplomă în administrarea afacerilor. Ulterior, s-a întors la aceeași instituție și a obținut, în 1998, un master în economie.

## Carieră politică

### Începutul carierei
În 1997, Šimonytė și-a început activitatea profesională ca economistă și funcționară publică, fiind angajată la Ministerul Finanțelor, în cadrul diviziei de taxe. Între 1998 și 2001, a lucrat ca economistă în divizia de taxe și vânzări a ministerului, iar ulterior a fost promovată șefă a diviziei de impozitare directă, funcție pe care a deținut-o până în 2004, când a devenit cancelar al ministerului și, mai târziu, viceministră de finanțe. A demisionat din această funcție în 2009, pentru a prelua mandatul de ministră a finanțelor.

### Ministră a finanțelor

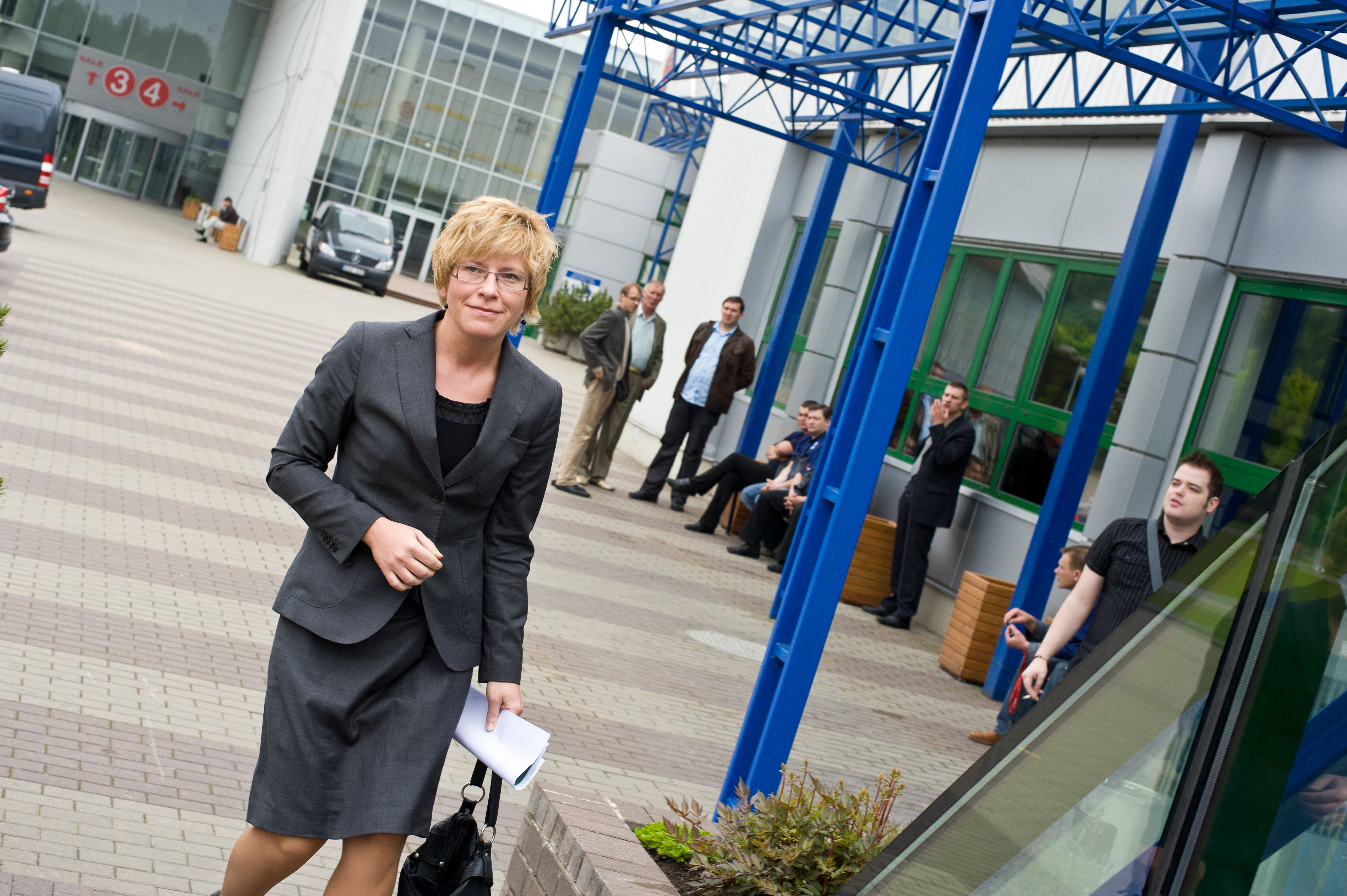
Šimonytė la Forumul de Dezvoltare a Țărilor Baltice din 2010, la Vilnius.

În 2009, Šimonytė a fost nominalizată să ocupe funcția de ministră a finanțelor în al doilea cabinet al prim-ministrului Andrius Kubilius⁠(d), înlocuindu-l pe Algirdas Šemeta⁠(d), care a demisionat pentru a deveni comisar european pentru buget și administrație. După nominalizare, a fost numită în funcție de președintele Valdas Adamkus⁠(d). Odată cu preluarea mandatului, Šimonytė a fost însărcinată cu redresarea economiei Lituaniei după Marea Recesiune, în condițiile în care produsul intern brut (PIB) al țării scăzuse cu 14,7% în 2009. În această perioadă, Šimonytė a devenit una dintre figurile reprezentative ale programului de austeritate implementat de guvern pentru redresarea economiei.
Šimonytė a părăsit funcția de ministră a finanțelor după alegerile parlamentare din 2012, când guvernul în funcție a fost învins de Partidul Social-Democrat Lituanian și de noul cabinet condus de Algirdas Butkevičius⁠(d). După demisie, a fost numită vicepreședintă a consiliului Băncii Lituaniei, funcție pe care a deținut-o până în 2016, predând în același timp cursuri de economie la Institutul de Relații Internaționale și Științe Politice al Universității din Vilnius și de finanțe publice la Universitatea de Management și Economie ISM.

### Carieră parlamentară
În 2015, Šimonytė și-a anunțat intenția de a reveni în politică, candidând la alegerile parlamentare din 2016 pentru circumscripția Antakalnis din Vilnius. Aceasta fusese anterior reprezentată de fostul prim-ministru Andrius Kubilius⁠(d), care a decis să nu mai candideze. Considerată un fief sigur al Uniunii Patriei, Šimonytė a candidat ca independentă, dar a beneficiat de sprijin electoral din partea acestui partid. În alegeri, a fost una dintre cei trei candidați din circumscripții care au câștigat mandatul din primul tur, obținând 51,54% din voturi în circumscripția sa. După victorie, și-a preluat mandatul în Seimas.
După alegerea în Seimas, Šimonytė s-a alăturat grupului parlamentar al Uniunii Patriei, deși a rămas oficial politiciană independentă. A fost numită președintă a comisiei de audit și a devenit membră a comisiei pentru afaceri europene.

#### Alegerile prezidențiale din 2019
În anul 2018, Šimonytė și-a anunțat candidatura la funcția de președinte al Lituaniei în cadrul alegerilor prezidențiale din 2019. Candidând ca independentă, Šimonytė a solicitat nominalizarea din partea partidului Uniunea Patriei, avându-l drept unic contracandidat pe Vygaudas Ušackas⁠(d). În cele din urmă, a obținut nominalizarea, primind 79% din voturi.
Intrând în campanie ca reprezentantă a Uniunii Patriei, Šimonytė era considerată una dintre favorite, sondajele indicând constant o competiție strânsă pentru primul loc cu candidatul independent Gitanas Nausėda. Primul tur al alegerilor a avut loc la 12 mai 2019, când Šimonytė a ocupat la limită primul loc, cu 31,53% din voturi, urmată de Nausėda cu 31,16%. Cei doi au avansat astfel în turul al doilea, desfășurat la 26 mai, în care Šimonytė a fost învinsă de Nausėda, obținând doar 33,47% din voturi; numărul total de voturi primite de ea în turul al doilea a fost cu aproximativ 3.200 mai mic decât în primul tur, în timp ce Nausėda a obținut cu peste 400.000 de voturi mai mult decât în prima rundă.

## Prim-ministru al Lituaniei (2020–2024)

### Alegerile din 2020
În urma alegerilor prezidențiale din 2019, Šimonytė s-a afirmat drept lider neoficial al Uniunii Patriei și una dintre cele mai proeminente figuri politice asociate acestui partid, în pofida statutului său oficial de independentă. A candidat din nou pentru un loc în Seimas la alegerile parlamentare din 2020, devenind, încă o dată, unul dintre doar trei candidați din circumscripții electorale care au câștigat din primul tur la nivel național, de această dată cu peste 60% din voturi. După validarea rezultatelor, a reieșit că Uniunea Patriei obținuse o pluralitate de locuri, depășind guvernul în exercițiu condus de Uniunea Fermierilor și Verzilor din Lituania.
După alegeri, se preconiza formarea unei coaliții între Uniunea Patriei, Mișcarea Liberală și Partidul Libertății, toate cele trei formațiuni propunând-o pe Šimonytė pentru funcția de prim-ministru. Dacă ar fi fost confirmat, guvernul ar fi fost condus de trei femei: Šimonytė, lidera Mișcării Liberale Viktorija Čmilytė-Nielsen⁠(d) și lidera Partidului Libertății Aušrinė Armonaitė, urmând exemplul Cabinetului Marin din Finlanda.
La 9 noiembrie, acordul de coaliție a fost semnat între Uniunea Patriei, Mișcarea Liberală și Partidul Libertății, deschizând calea pentru numirea lui Šimonytė ca prim-ministru. La 18 noiembrie, aceasta a anunțat componența propusă a cabinetului său. Šimonytė a fost numită prim-ministru la 11 decembrie 2020 de către președintele Gitanas Nausėda, devenind a doua femeie care a ocupat această funcție, după Kazimira Prunskienė.

### Alegerile din 2024
În octombrie 2023, Šimonytė a anunțat că va candida din nou la funcția de președinte în alegerile prezidențiale din 2024, însă a pierdut din nou în fața președintelui în exercițiu, Nausėda.
Mandatul lui Šimonytė ca prim-ministru s-a încheiat după înfrângerea partidului său în fața Partidului Social Democrat din Lituania la alegerile parlamentare din octombrie 2024.

### Politica internă

#### Pandemia de COVID-19
Guvernul condus de Saulius Skvernelis⁠(d) a avut ultima sa ședință la 9 decembrie 2020, înainte ca noul cabinet să își preia funcția în ziua de vineri următoare. Cu această ocazie, prim-ministrul desemnat, Šimonytė, a îndemnat guvernul în exercițiu să intensifice măsurile de combatere a coronavirusului.
Cabinetul Šimonytė a depus jurământul și și-a început activitatea la 11 decembrie 2020, moment în care numărul cazurilor confirmate ajunsese la 3.067. Două zile mai târziu au fost introduse restricții.
Programul de vaccinare a început la 27 decembrie 2020, simultan cu restul Uniunii Europene. Primele persoane vaccinate au fost cadrele medicale care lucrau cu pacienți infectați cu COVID-19.
La 4 ianuarie, guvernul lituanian a confirmat un rest de 293 de decese care nu fuseseră anterior incluse în statistici.
Începând cu 15 februarie, au fost relaxate parțial măsurile de izolare, inclusiv prin decizia de redeschidere a micilor magazine și a saloanelor de înfrumusețare. Ulterior, purtarea măștilor de protecție nu a mai fost obligatorie în spațiile exterioare.
La 17 martie, ministrul sănătății, Arūnas Dulkys, a suspendat utilizarea vaccinului produs de compania britanico-suedeză AstraZeneca. La 18 martie, Agenția Europeană pentru Medicamente a declarat că vaccinul AstraZeneca este sigur. La 22 martie 2021, Šimonytė, președinta Seimasului, Viktorija Čmilytė-Nielsen, și ministrul sănătății, Arūnas Dulkys, au primit, de asemenea, același vaccin.

#### Portofoliul de lucrări strategice (proiecte) =
Pe baza lucrărilor prioritare din programul de guvernare, a fost întocmit portofoliul de proiecte strategice ale prim-ministrului. Următoarele cinci lucrări strategice (proiecte) au fost incluse în portofoliul prim-ministrului ca parte a reformelor din mandatul guvernamental:
- restructurarea funcției publice;
- programul educațional „Școlile Mileniului”;
- transformarea digitală EDtech în educație;
- crearea unor ecosisteme de inovare în centrele științifice, agențiile de inovare și programele de inovare științifică și de afaceri bazate pe misiuni;
- crearea unui model de furnizare a serviciilor de îngrijire pe termen lung.

Portofoliul prim-ministrului de lucrări strategice (proiecte) include, de asemenea, angajamentul din planul de implementare a Programului celui de-al XVIII-lea Guvern de a elabora Strategia de Progres a Statului „Lituania 2050” și încă șapte lucrări strategice (proiecte) din domeniul managementului public, al educației și al infrastructurii strategice:
- revizuirea funcțiilor și a rețelei optime de instituții (sistemul de management public);
- servicii publice și administrative (inclusiv asigurarea calității acestora în regiuni);
- planificarea financiară a sectorului guvernamental orientată către obiective strategice;
- interacțiune sustenabilă între cultură și educație (integrarea culturii și creativității în educație);
- un sistem eficient pentru creșterea rezilienței la amenințări, gestionarea crizelor și a situațiilor de urgență;
- un sistem de energie electrică sigur (sincronizarea sistemului de energie electrică cu cel occidental și blocada centralei nucleare de la Astravo);
- dezvoltarea conexiunilor strategice de transport feroviar și rutier.

### Politica externă

#### Statele Baltice
La 1 ianuarie 2021, Šimonytė a preluat președinția Consiliului Miniștrilor Statelor Baltice pentru un mandat de un an.

#### Belarus
În cadrul unei întâlniri cu Svetlana Tihanovskaia, Šimonytė a subliniat că Lituania urmărește să sporească în continuare presiunea asupra regimului din Belarus. Lituania sprijină, de asemenea, extinderea sancțiunilor Uniunii Europene. În timpul întâlnirii, prim-ministrul a declarat:
„Eliberarea prizonierilor politici, încetarea represiunilor și organizarea de alegeri libere și democratice sunt pașii esențiali pe care îi solicită cetățenii belaruși. Lituania și întreaga lume democratică solicită același lucru.”

#### China și Taiwan
În urma deschiderii, în anul 2021, a Biroului Reprezentativ al Taiwanului în Lituania — eveniment care a determinat China să își reducă nivelul relațiilor diplomatice cu Lituania —, Šimonytė a declarat, într-un interviu acordat în aprilie 2022 publicației The Economist, că Lituania nu regretă decizia de a-și consolida legăturile cu Taiwan. Ea a descris relația dintre Taiwan și Lituania drept „dinamică și productivă”, subliniind că a fost o decizie suverană a Lituaniei de a-și intensifica cooperarea cu întreprinderile și universitățile taiwaneze.
Într-un interviu acordat în octombrie 2022 publicației Nikkei Asia, aceasta a afirmat că relațiile Lituaniei cu Taiwanul pot contribui la dezvoltări semnificative în domenii industriale precum semiconductoarele și tehnologia laserelor.

## Poziții politice

### Politică externă
În octombrie 2018, în timpul unei dezbateri privind politica externă organizate pentru obținerea nominalizării Uniunii Patriei la alegerile prezidențiale din 2019, Šimonytė a declarat că, dacă va fi aleasă președinte, va spori finanțarea pentru securitatea și apărarea națională. Ea a descris Rusia drept „un stat care a încălcat toate acordurile internaționale” și a caracterizat-o ca pe o amenințare la adresa securității europene. De asemenea, Šimonytė a considerat Polonia drept aliat și a încurajat îmbunătățirea relațiilor dintre cele două state. Ea a afirmat că Rusia oferă vaccinul său anti-COVID-19 Sputnik V „lumii ca pe o altă armă hibridă de tip divide et impera”.
Šimonytė susține datele științifice privind schimbările climatice și a calificat drept „o greșeală” decizia lui Donald Trump de a retrage Statele Unite din Acordul de la Paris.
Noua coaliție de guvernare condusă de Šimonytė a convenit să apere „pe cei care luptă pentru libertate” în Taiwan, sugerând că relațiile Lituaniei cu China nu vor constitui o prioritate pentru guvernul său.
În iunie 2023, în timpul unei vizite în Israel, ea a îndemnat acest stat să se alăture coaliției occidentale anti-ruse. Totodată, a afirmat că Holocaustul a reprezentat „o traumă indescriptibilă pentru Lituania, lăsând cicatrici persistente până în prezent”.
În aprilie 2024, guvernul lituanian a luat în considerare repatrierea bărbaților ucraineni de vârstă militară care trăiesc în Lituania, în vederea încorporării lor în armata ucraineană. Šimonytė și-a exprimat sprijinul pentru această măsură.

### Politică internă
Šimonytė a afirmat că nu se opune introducerii uniunilor civile între persoane de același sex în Lituania, atrăgând astfel sprijinul activiștilor pentru drepturile LGBT. De asemenea, ea a declarat că, deși nu ar recurge personal la avort, nu ar condamna femeile care aleg această opțiune.
Šimonytė a fost criticată de comunitatea evreiască din Lituania după ce s-a opus îndepărtării unei plăci comemorative dedicate lui Jonas Noreika, care semnase declarația de înființare a ghetourilor evreiești în Lituania în timpul ocupației germane din 1941.

## Viață personală
Pe lângă lituaniană, limba sa maternă, Šimonytė vorbește engleza, poloneza și rusa, precum și suedeza la nivel de bază. Este necăsătorită și nu are copii. Romanul Peripețiile bravului soldat Švejk, o comedie satirică de factură întunecată scrisă de autorul ceh Jaroslav Hašek, se numără printre cărțile preferate ale lui Šimonytė, ale cărei personaje le-a citat adesea public de-a lungul carierei sale politice.

## Distincții și premii

### Distincții naționale
- Lituania: Crucea de Ofițer a Ordinului „Vytautas cel Mare” (16 februarie 2015)[4]

### Premii
- Premiul „Baltoji banga” pentru „activitate transparentă și responsabilă” (2012)
- „Femeia anului” Delfi 2019 (Politică) (26 iulie 2019)[47]
- „Femeia anului” Delfi 2020 (Politică) (19 august 2020)[48]